# Podpojałowskie
Podpojałowskie – część wsi Nasiechowice w Polsce położona w województwie małopolskim, w powiecie miechowskim, w gminie Miechów.
W latach 1975–1998 Podpojałowskie należały administracyjnie do województwa kieleckiego, sąsiadując z województwem krakowskim.